# Sonet 87 (William Szekspir)

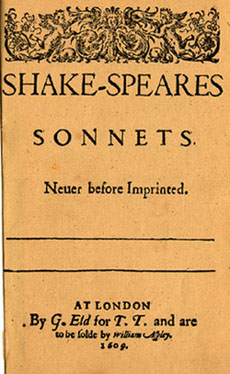
Strona tytułowa pierwszego wydania sonetów Shakespeare’a

Sonet 87 (Bądź zdrów! Zbyt drogo jest ciebie posiadać.) – jeden z cyklu sonetów autorstwa Williama Shakespeare’a. Po raz pierwszy został opublikowany w 1609 roku.

## Treść
W sonecie tym podmiot liryczny, którego część badaczy utożsamia z autorem, opisuje swoje rozstanie z tajemniczym młodzieńcem, spowodowane jego uczuciem do innego, rywalizującego poety. Daje jednocześnie do zrozumienia młodemu człowiekowi, że ten popełnia błąd, który jest poważny i ciężki. Stwierdza także, że nie żałuje spędzonych z nim chwil i docenia jego piękno.